# 12 mars 1939
Le dimanche 12 mars 1939 est le 71e jour de l'année 1939.

## Naissances
- Arkady Severny (mort le 12 avril 1980), musicien russe
- Clarence Alexander, écrivain américain
- Jaime Forns, dessinateur de bande dessinée espagnol
- Jude Milhon (morte le 19 juillet 2003), hackeuse, connue sous le pseudonyme de St. Jude
- Michaël Singleton, anthropologue britannique
- Peter Hogg (mort le 4 février 2020), avocat, écrivain et juriste canadien

## Décès
- Arthur Emmanuel Espivent de La Villesboisnet (né le 7 mai 1872), personnalité politique française

## Événements
- intronisation du pape Pie XII